# Pseudohydromys fuscus
Pseudohydromys fuscus is een knaagdier uit het geslacht Pseudohydromys dat voorkomt op Nieuw-Guinea. Deze soort is gevonden op vier plaatsen in de bergen van Papoea-Nieuw-Guinea, op 2350 tot 3100 m hoogte: Lake Louise, Mount Erimbari, Mount Wilhelm en Mount Kaindi. De maaginhoud van een exemplaar van dit dier is onderzocht; die bestond voor 26% uit plantaardig materiaal, voor 15% uit fungi en voor bijna 60% uit insecten (waarvan 31% vlinders).
Hoewel dit dier tot 2005 in een apart geslacht, Neohydromys, werd geplaatst, lijkt het sterk op P. murinus. De enige verschillen zijn de kleinere kiezen en meer naar voren stekende voortanden van P. fuscus. Het dier heeft een gevlekte staart en een korte, zachte vacht. De kop-romplengte bedraagt 80 tot 95 mm, de staartlengte 78 tot 90 mm, de achtervoetlengte 21 tot 22,7 mm, de oorlengte 12,0 tot 12,7 mm en het gewicht 18 tot 20 gram. Voor zover dat uit het kleine aantal exemplaren (vijf) valt op te maken, zijn mannetjes iets groter dan vrouwtjes. Vrouwtjes hebben 0+2=4 mammae.